# Ceaikî, Tomakivka
Ceaikî (în ucraineană Чайки) este un sat în comuna Mîhailivka din raionul Tomakivka, regiunea Dnipropetrovsk, Ucraina.

## Demografie
Componența lingvistică a localității Ceaikî
     Ucraineană (87,5%)
     Rusă (12,5%)
Conform recensământului din 2001, majoritatea populației localității Ceaikî era vorbitoare de ucraineană (87,5%), existând în minoritate și vorbitori de rusă (12,5%).